# العلاقات السنغالية النيجرية
العلاقات السنغالية النيجرية هي العلاقات الثنائية التي تجمع بين السنغال والنيجر.

## مقارنة بين البلدين
هذه مقارنة عامة ومرجعية للدولتين:
| وجه المقارنة                                              | السنغال                                              | النيجر          |
| --------------------------------------------------------- | ---------------------------------------------------- | --------------- |
| المساحة (كم2)                                             | 196.72 ألف                                           | 1.27 مليون      |
| عدد السكان (نسمة)                                         | 15.85 مليون                                          | 21.48 مليون     |
| الكثافة السكانية (ن./كم²)                                 | 80.57                                                | 16.91           |
| العاصمة                                                   | داكار                                                | نيامي           |
| اللغة الرسمية                                             | لغة فرنسية، اللغة الولوفية، باديارا ‏، اللغة البلنتية | لغة فرنسية      |
| العملة                                                    | فرنك غرب أفريقي                                      | فرنك غرب أفريقي |
| الناتج المحلي الإجمالي (بليون دولار)                      | 16.37 مليار                                          | 8.12 مليار      |
| الناتج المحلي الإجمالي (تعادل القوة الشرائية) بليون دولار | 36.62 مليار                                          | 19.01 مليار     |
| الناتج المحلي الإجمالي الاسمي للفرد دولار أمريكي          | 899                                                  | 358             |
| الناتج المحلي الإجمالي للفرد دولار أمريكي                 | 2.33 ألف                                             | 938             |
| مؤشر التنمية البشرية                                      | 0.466                                                | 0.348           |
| رمز المكالمات الدولي                                      | +221                                                 | +227            |
| رمز الإنترنت                                              | .sn                                                  | .ne             |
| المنطقة الزمنية                                           | 00                                                   | ت ع م+01:00     |

## مدن متوأمة
في ما يلي قائمة باتفاقيات التوأمة بين مدن سنغالية ونيجرية:
- ترتبط داكار مع نيامي باتفاقية توأمة منذ 23 أبريل 1974.

## منظمات دولية مشتركة
يشترك البلدان في عضوية مجموعة من المنظمات الدولية، منها:
| علم المنظمة | اسم المنظمة                                 | تاريخ انضمام السنغال | تاريخ انضمام النيجر |
| ----------- | ------------------------------------------- | -------------------- | ------------------- |
|             | وكالة ضمان الاستثمار متعدد الأطراف          | 12 أبريل 1988        | 10 مايو 2012        |
|             | منظمة التعاون الإسلامي                      | ?                    | ?                   |
|             | منظمة الشرطة الجنائية الدولية               | ?                    | ?                   |
|             | مجموعة دول أفريقيا والكاريبي والمحيط الهادئ | ?                    | ?                   |
|             | منظمة حظر الأسلحة الكيميائية                | ?                    | ?                   |
|             | أحدى                                        | ?                    | ?                   |
|             | منظمة التجارة العالمية                      | ?                    | ?                   |
|             | الفريق المعني برصد الأرض                    | ?                    | ?                   |
|             | الأمم المتحدة                               | 28 سبتمبر 1960       | 20 سبتمبر 1960      |
|             | الاتحاد الأفريقي                            | ?                    | ?                   |
|             | مؤسسة التمويل الدولية                       | 31 أغسطس 1962        | 7 يناير 1980        |
|             | يونسكو                                      | 10 نوفمبر 1960       | 10 نوفمبر 1960      |
|             | مؤسسة التنمية الدولية                       | 31 أغسطس 1962        | 24 أبريل 1963       |
|             | الاتحاد الدولي للاتصالات                    | 15 نوفمبر 1960       | 14 نوفمبر 1960      |
|             | البنك الإفريقي للتنمية                      | ?                    | ?                   |
|             | أفريستات ‏                                   | 21 سبتمبر 1993       | 21 سبتمبر 1993      |
|             | البنك الدولي للإنشاء والتعمير               | 31 أغسطس 1962        | 24 أبريل 1963       |
|             | المركز الدولي لتسوية المنازعات الاستشارية   | 21 مايو 1967         | 14 ديسمبر 1966      |
|             | الاتحاد البريدي العالمي                     | ?                    | ?                   |

## وصلات خارجية
- موقع وزارة الخارجية السنغالية